# Ageratina glauca
Ageratina glauca là một loài thực vật có hoa trong họ Cúc. Loài này được (Sch.Bip. ex Klatt) R.M.King & H.Rob. mô tả khoa học đầu tiên năm 1970.